# Lomandra drummondii
Lomandra drummondii är en sparrisväxtart som först beskrevs av Ferdinand von Mueller och George Bentham, och fick sitt nu gällande namn av Alfred James Ewart. Lomandra drummondii ingår i släktet Lomandra och familjen sparrisväxter. Inga underarter finns listade i Catalogue of Life.